# ديك كينيدي
ديك كينيدي (بالإنجليزية: Dick Kennedy)‏ هو لاعب كرة قدم أسترالية أسترالي، ولد في 12 سبتمبر 1925، وتوفي في 25 سبتمبر 1996.

## وصلات خارجية
- ديك كينيدي على موقع AustralianFootball.com (الإنجليزية)
- ديك كينيدي على موقع AFLtables.com (الإنجليزية)